# هيتاتشي (إيباراكي)
هيتاتشي (باليابانية: 日立市 هيتاتشي-شي) هي مدينة تقع في محافظة إيباراكي، اليابان. تأسست المدينة في 1 سبتمبر 1939.

## أعلام
- رينيه هيبيكي
- هيرونوبو ساكاغوتشي
- نوريياسو نماتا
- جونيا كيمورا
- كونياكي شيباتا

## وصلات خارجية
- موقع بلدية هيتاتشي